# کوموروویتسه
کوموروویتسه (به چکی: Komorovice) یک منطقهٔ مسکونی در جمهوری چک است که در ناحیه پلهریموو واقع شده‌است. کوموروویتسه ۳٫۰۵ کیلومتر مربع مساحت و ۱۸۰ نفر جمعیت دارد و ۵۷۳ متر بالاتر از سطح دریا واقع شده‌است.